# Lisi Kamień
Lisi Kamień (niem. Fuchsstein, 613 m n.p.m.) – szczyt w północnej części Gór Wałbrzyskich tworzący wraz z Ptasią Kopą (590 m) oraz Czarnotą wyrównany grzbiet. Jest porośnięty lasami świerkowymi z domieszką drzew liściastych. Na zboczach góry można natknąć się na ślady po wydobyciu rud srebra, które prowadzono od XIV w. Na stokach leżą głazy narzutowe będące śladem granicy zasięgu lodowca.

## Szlaki turystyczne
– niebieski europejski długodystansowy szlak pieszy E3 na odcinku z centrum Wałbrzycha do Dziećmorowic.